# Tegenaria inermis
Tegenaria inermis es una especie de araña araneomorfa de la familia Agelenidae.

## Distribución geográfica
Es endémica de la mitad norte de la península ibérica (España y Portugal) y el sudoeste de Francia.